# António Almeida Ferreira
António Marques de Almeida Ferreira CvA • MPBS • MSMM • MOCE (n. Bicas, Abrantes, 11 de Março de 1966) é um militar português.

## Biografia

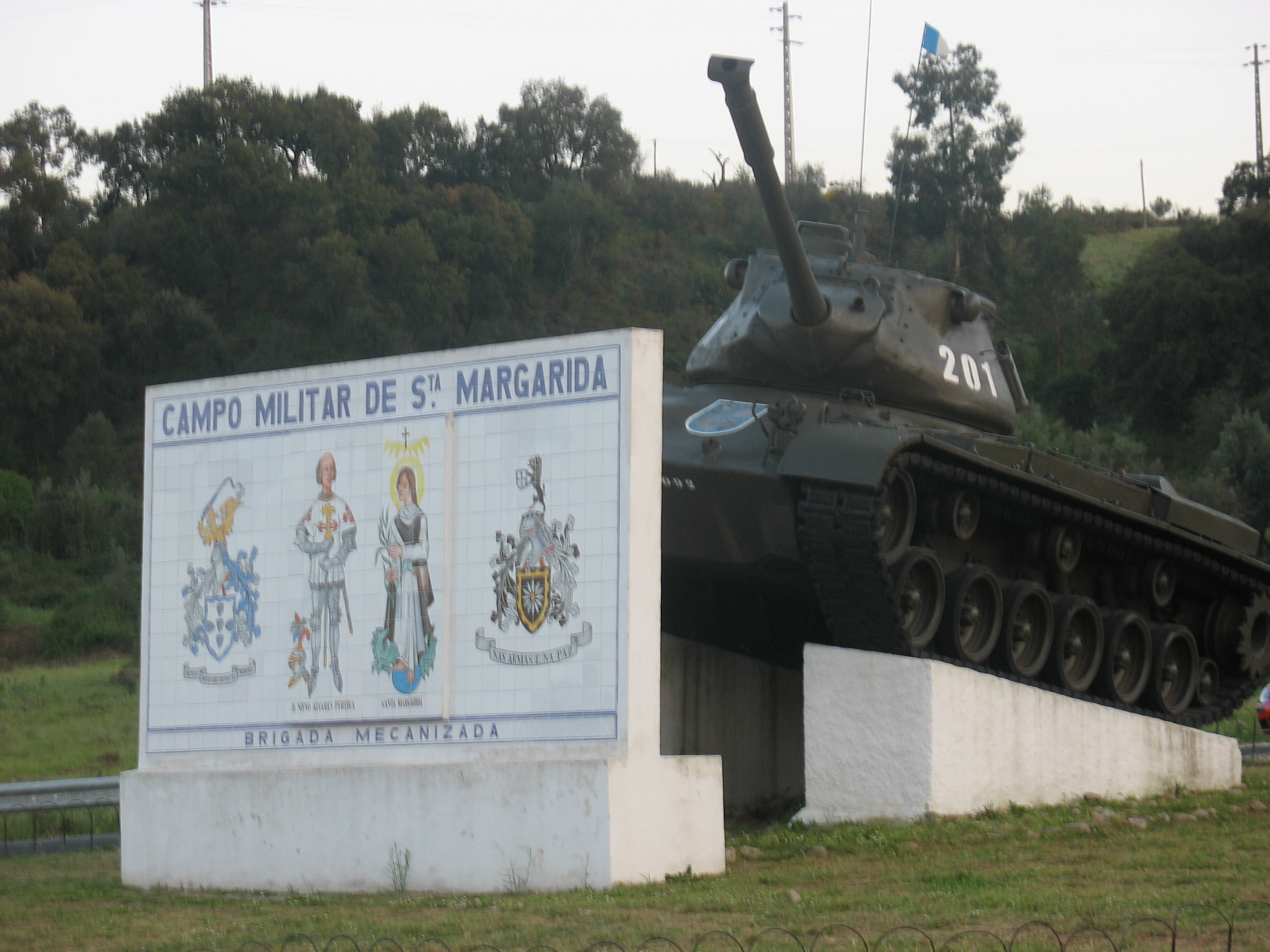
Entrada do Campo Militar de Santa Margarida.

### Carreira
Nasceu em 11 de Março de 1966, na povoação de Bicas, no concelho de Abrantes. Foi aluno na Academia Militar, onde concluiu uma licenciatura em ciências militares de infantaria. Frequentou igualmente a Escola Prática de Infantaria, onde tirou o curso para a promoção a capitão, e o Instituto de Altos Estudos Militares, no curso de promoção a oficial superior. Também concluiu o curso de gestão civil de crises do Instituto da Defesa Nacional, e fez uma pós-graduação em medicina do conflito e catástrofes, na Faculdade de Medicina da Universidade Nova de Lisboa.
Durante a sua carreira esteve integrado em várias unidades e forças do exército, incluindo no 1.º Batalhão de Infantaria Mecanizado, no Comando e Quartel-General da Brigada Mista Independente e da Brigada Mecanizada, no Batalhão de Comando e Serviços do Campo Militar de Santa Margarida, e no Regimento de Apoio Militar de Emergência. A nível internacional, exerceu como oficial de operações do Agrupamento Mecanizado da Nato Response Force 5 (AgrMec/NRF 5), e segundo comandante do Agrupamento Mecanizado da Nato Response Force 12 (AgrMec/NRF 12). Participou nas Forças Nacionais Destacadas na Bósnia e Herzegovina e no Kosovo. No conflito da Bósnia e Herzegovina, também foi oficial de operações de um Multinational Battle Group. Esteve igualmente em Angola, como parte de missões de paz das Nações Unidas naquele país, nomeadamente a NOMUA e UNAVEM.
Em 13 de Maio de 2020 foi promovido à patente de coronel. Em 20 de Dezembro de 2021 tomou posse como comandante do Campo Militar de Santa Margarida, no concelho de Constância, substituindo nesta posição o coronel Pedro Alexandre Faria Ribeiro. Como parte das suas funções, iria dar apoio administrativo e logístico às unidades aquarteladas em Santa Margarida, assegurar a segurança dos paióis nacionais de Santa Margarida, e ser responsável pela área agro-florestal e da área financeira da Brigada Mecanizada.

### Condecorações
Em 2022, já tinha recebido catorze louvores nacionais, e um de uma entidade estrangeira. Entre as honrarias que recebeu, são principalmente relevantes o grau de cavaleiro da Ordem Militar de Avis, atribuída em 3 de Junho de 2004, a medalha de prata de Serviços Distintos, as medalhas de Mérito Militar de segunda e terceira classes, a Medalha de D. Afonso Henriques de segunda classe, e as medalhas de prata e ouro de Comportamento Exemplar. Uma das Medalhas de Comportamento Exemplar foi entregue em 20 de Julho de 2018, no âmbito da cerimónia do Juramento da Bandeira por parte do quinto curso de formação geral comum de praças do exército 2018, que teve lugar na cidade de Abrantes.